# Sociedad Española de Beneficencia de Veracruz
La Sociedad Española de Beneficencia de Veracruz fue fundada en 1869, por socios del Círculo Español Mercantil con el objetivo de socorrer a los enfermos, auxiliar a los compatriotas españoles que llegaban a México y dar ayuda a los ancianos necesitados. 

## Historia
Desde principios del siglo XIX, los españoles residentes en el puerto de Veracruz mostraron interés en formar un grupo que pudiese realizar labores culturales y sociales en el puerto. La Sociedad Española de Beneficencia de Veracruz se funda el 3 de enero de 1869 y el 7 de marzo de aquel mismo año se redactó la primera acta.
La primera directiva fue integrada por los señores Don Claudio A. Martínez (Presidente), Don Ángel F. Grindas (Secretario) y como vocales fueron designados los señores Don Segundo Alonso, Don Mario Álvarez Nieto, Don José Palomo y Don Juan M. Sevilla.
En sus inicios, la institución tuvo muchas dificultades para realizar su labor y enviaba a los enfermos al Hospital de caridad de San Sebastián de la ciudad pues no se contaba con un edificio propio que fungiera como Sanatorio. En 1902 adquirió personalidad jurídica propia y hacia 1905, a más de 3 décadas de la fundación de la sociedad, se realiza el primer proyecto de hospital y se inicia la construcción de dos pabellones en un terreno de 10,000 m² ubicado en la avenida Manuel González (actualmente 16 de Septiembre) y Playa de Hornos (actualmente Goméz Farías). La Casa de Salud entra en servicio el 13 de enero de 1908. El 15 de mayo de 1910 se inaugura el nosocomio en presencia del Gobernador del Estado de Veracruz Don Teodoro Dehesa, siendo el primer director el Dr. Valentín Molina Sánchez. El Sanatorio serviría para aislar a 64 enfermos en condiciones normales y 30 más en pabellones o barracas desmontables, qué se instalarían en el jardín central en caso de epidemias. 
En el año de 1917, el Centro Asturiano cedió los muebles, enseres y bienes que poseía a favor de la Sociedad Española de Beneficencia mediante un acta firmada por Don Segundo Arizabalaga, Don Arsenio Larrañega, Don José García, Don Macario Hoz y Don Cesáreo de la Fuente, en representación de la Sociedad Española de Beneficencia así como Don Gabriel Caldenta, Don Benito Garaña, Don Francisco Fernández y Don Antonio González por parte del Centro Asturiano.
Estatutos y reglamento de 1919:
- Artículo 1°- Esta asociación fundada por el Círculo Español Mercantil de Veracruz, el 3 de enero de 1869, tiene su residencia legal en esta ciudad y se titula << Sociedad Española de Beneficencia >>.
- Artículo 2°- La Sociedad se compone de todos los españoles por nacimiento o por naturalización y de hijos de españoles, residentes en esta República que sean socios contribuyentes.
- Artículo 3°- La Sociedad por acuerdo en Asamblea General podrá admitir en su seno uno o más socios honorarios, sin tener en cuenta la nacionalidad de las personas, sino la cesión o donativo cuya importancia y mérito les haga acreedores a tan alta distinción.
- Tendrán voz y voto en las Asambleas,  pero no podrán formar parte del Consejo de vigilancia, ni la Sociedad estará obligada a impartirles alguno pecuniario.
- Artículo 4°- El capital de la Sociedad se compone de los productos de las suscripciones anuales y mensuales, de donativos y cesiones y de diez acciones por otros tantos lotes de terreno que posee en propiedad en el Cementerio Particular Veracruzano. La responsabilidad de los socios queda limitada a las cuotas que deben pagar mensualmente.
- Artículo 5°- El representante de España en esta ciudad será considerado protector nato de esta Sociedad, con la facultad de presidir las reuniones a las que asista.
- Artículo 6°- El objeto de esta Sociedad es crear un fondo común destinado a socorrer a todos sus socios en caso de enfermedad y sus consecuencias; a auxiliar a los españoles transeúntes que estén enfermos y necesitados y a fundar y mantener una “Casa de Asilo” con cuantos elementos sean necesarios para proporcionar la mayor comodidad y atención a los enfermos.
- Artículo 7°- Todos los fondos que ingresen por suscripción, donación u otras causas deberán ser aplicados a los objetos que señala el artículo anterior y a los gastos inherentes a la conservación y fomento de la Sociedad, sin que por ningún caso ni motivo se les pueda dar otra aplicación”.

En estos artículos, se señalan de forma bien definida los fines de la Institución, marcando uno de los objetivos que con más interés fijara el Cónsul Sr. Preto y Neto, el de dar ayuda a los compatriotas, que carecen de medios económicos para desenvolver su existencia, orientándoles y proporcionándoles trabajo. De esta forma la Sociedad Española de Beneficencia de Veracruz, se rige por un Consejo de Vigilancia, compuesto de un Presidente, Vicepresidente, Secretario, Prosecretario, Tesorero, Contador, treinta y seis vocales propietarios y diez suplentes. Son atribuciones del Consejo de Vigilancia, gobernar y administrar la Sociedad, llevando a cabo todas las operaciones emanadas de la misma, pero como delegado de la Asamblea General, con todos sus poderes y facultades durante el tiempo de su ejercicio. Debe reunirse el Consejo en sesión ordinaria en uno de los cuatro primeros días de cada mes, en el lugar, día y hora que señale el presidente, para tratar los asuntos concernientes a la Sociedad y dictar cuantas providencias sean necesarias. En sesión extraordinaria se reunirá, siempre que sea necesario, según el presidente, o lo soliciten tres miembros del mismo Consejo.

El grupo de edificios que conforma la Sociedad Española de Beneficencia se construyó en un lapso de 21 años por lo que se pueden observar diferentes estilos arquitectónicos, siendo el neoclásico el que prevalece, con el que se mezclan detalles góticos, del techo y la cúpula ojival del primer pabellón de enfermos, existen elementos barrocos como la escalera del edificio principal.

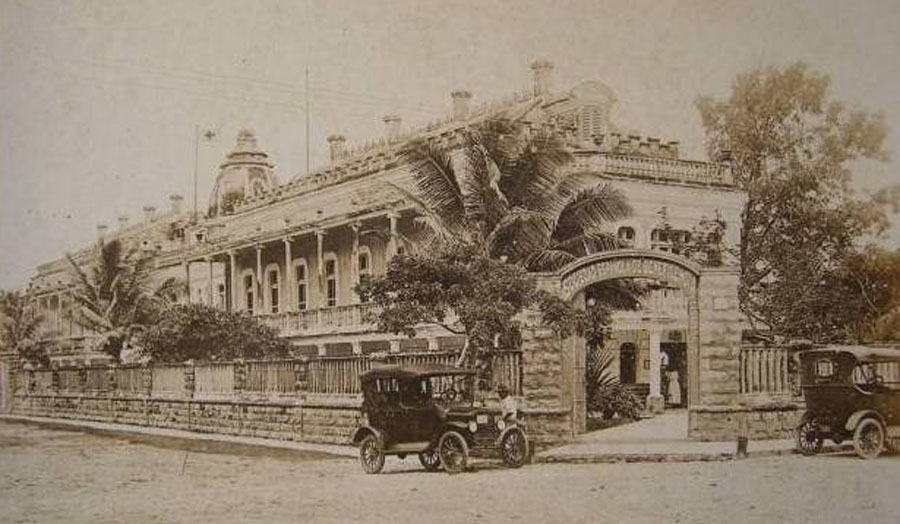
Fachada de la Beneficencia Española de Veracruz, México. Circa 1910.

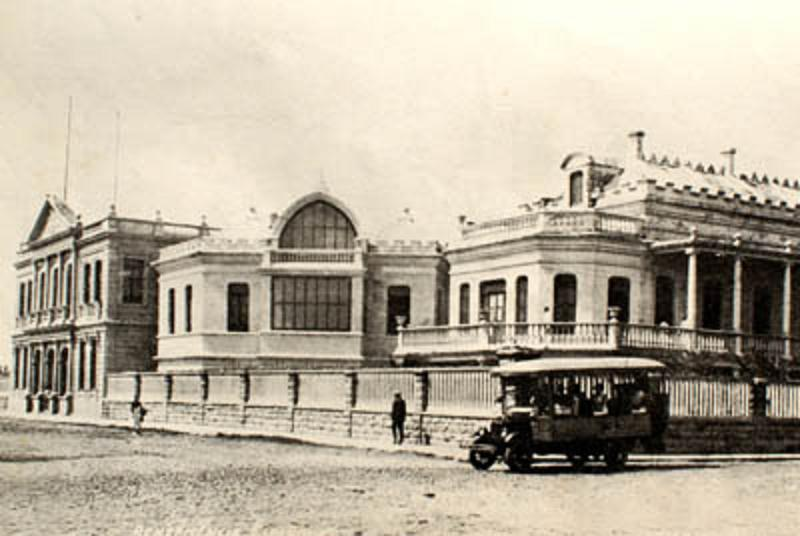
Fachada de la Beneficencia Española de Veracruz, México. Circa 1925.

Los pabellones I y II fueron construidos siguiendo los lineamientos de la academia de medicina francesa con las directrices de Pasteur que buscaba segmentar los espacios para evitar una comunicación directa entre las patologías. Los edificios fueron orientados en función de las corrientes de aire y las fachadas se situaron a manera que el sol las bañara durante todas las horas del día. Los muros de los cubículos no llegaban hasta el techo con el fin de permitir una libre ventilación del aire contaminado.
El pabellón III, destinado a los pensionistas, se inauguró en 1921.
El pabellón central o número IV, que forma la portada principal del conjunto fue inaugurado en 1923.
El pabellón número V fue inaugurado en 1924 y estuvo destinado a cirugía, laboratorio y biblioteca.

## Presidentes del Consejo de Vigilancia
- 1869-1890   Claudio A. Martínez
- 1890-1892   Armando García
- 1892-1893   Antonio Blanco
- 1893-1894   Narciso Casas
- 1894-1895   Leopoldo Palazuelos
- 1895-1900   Antonio Revuelta y Pacheco
- 1900-1904   Víctor Améchazurra
- 1904-1907   Leopoldo Palazuelos
- 1907-1908   Federico Gutiérrez Pico
- 1908-1913   Juan J. Martínez
- 1913-1914   Juan Nieto Aces
- 1914-1917   Ignacio Martínez
- 1917-1918   Mariano de Nicolás
- 1918-1919   Segundo Arrizabalaga
- 1919-1920   Juan Noriega Aces
- 1920-1921   Ignacio Martínez
- 1921-1922   Vicente Gil
- 1922-1927   Faustino Díaz Caneja
- 1927-1929   Manuel Ortiz Revueltas
- 1929-1930   Ángel Rodríguez
- 1930-1933   Vicente Gil
- 1933-1935   Arsenio Larrañaga
- 1935-1937   Ángel Rodríguez
- 1937-1940   José Díaz y Díaz
- 1940-1941   Augusto Arteiza
- 1941-1942   Mariano de Nicolás
- 1942-1944   José Díaz y Díaz
- 1944-1946   Anselmo Estandía
- 1946-1947   Ildefonso Corrales
- 1947-1950   Heliodoro Gracía
- 1950-1951   José Fernández y Fernández
- 1951-1970   Manuel Ortiz Revueltas
- 1970-1992   Ramón Gómez Sañudo
- 1992-2010   Abel Gutiérrez Ruiz
- 2010-2017   Fernando J. Gómez Malpica
- 2017-2025   Benjamín Aja Otegui
- 2025-           Ramón Gómez Barquín

## Directores Médicos
- Dr. Valentín Molina Sánchez
- Dr. Mauro Loyo Sánchez
- Dr. Augusto Pérez Molina
- Dr. Antonio Quijano Blanca
- Dr. Jorge Brenner Avilés
- Dr. Jerónimo Galán Gutiérrez
- Dr. Eduardo Reyes Hidalgo
- Dr. Juan De La Cruz Sánchez
- Dr. Amado Reyes Molina
- Dr. Jorge Sempé Minvielle
- Dr. Fernando Morán Huerdo
- Dr. Rafael Sedas Rendón
- Dr. Manuel M. Remes Segura
- Dr. Antonio Ramos-De la Medina
- Dra. Marisol Manriquez Reyes

## Actualidad
La Sociedad Española de Beneficencia de Veracruz como parte de sus actividades asistenciales administra el Hospital Español de Veracruz, el cual es una moderna institución de atención médica de tercer nivel y el centro de día “Hilos de Plata” para asistencia de adultos mayores. En noviembre de 2018 se estableció en el  Hospital Español de Veracruz el Centro de Investigación en Cirugía Global parte del National Institute of Health Research Unit on Global Surgery de Reino Unido con el apoyo de las Universidades de Birmingham, Edimburgo y Warwick.

## Reconocimientos
El 8 de diciembre de 2014, Su Majestad el rey Felipe VI de España entregó la medalla de Honor de la Emigración Española en su 
categoría de oro a la Sociedad Española de Beneficencia de Veracruz por su importante labor y auxilió prestado a los españoles que han emigrado a México a lo largo de más de un siglo. Ese mismo año, la institución recibió la certificación por parte del Consejo de Salubridad General. En Diciembre de 2024, el Hospital Español de Veracruz, fue reconocido como el hospital #1 en el sur de México en el Ranking de Hospitales Privados publicado por la revista Expansión en colaboración con la consultoría Blutitude y FUNSALUD.